# Dicranomyia (Dicranomyia) pinodes
Dicranomyia (Dicranomyia) pinodes is een tweevleugelige uit de familie steltmuggen (Limoniidae). De soort komt voor in het Neotropisch gebied.